# Pârâul Crucii, Hânsaru
Pârâul Crucii este un afluent al râului Hânsaru.

## Hărți
- Harta Siriu - Trasee Montane
- Harta Munții Buzăului [nefuncțională – arhivă]